# Melanippo (figlio di Astaco)
Melanippo (in greco antico Μελάνιππος) o Menalippo era un personaggio della mitologia greca, un tebano, figlio di Astaco. 

## Mitologia
Personaggio senza dubbio essenziale all'interno della Tebaide di Publio Papinio Stazio, fu uno dei difensori di Tebe che vennero attaccati dai cosiddetti "Sette contro Tebe".
Riuscì a ferire a morte il re Tideo, ma a sua volta perì nella battaglia. Tideo, ricoverato nella sua tenda e in fin di vita, diede ordine che venisse mozzata la testa al cadavere di Melanippo: una volta impugnato il cranio egli si mise a morderlo furibondo.
Nel Canto XXXII dell'Inferno Dante usa la storia di Tideo e Melanippo (chiamato qui "Menalippo") come termine di paragone con la visione di Ugolino della Gherardesca che morde il cranio dell'arcivescovo Ruggieri.